# Église Saint-Vérain de Bazarnes
L'église de Bazarnes est une église située à Bazarnes, dans le département de l'Yonne, en France.

## Description
Achevée au XIIe siècle, l'Eglise Saint-Vérain (ancienne Eglise Saint-Georges) dispose d'un patrimoine important:
- La statue du Saint Evêque,pierre, XVIe siècle
- La cuve baptismale, pierre peinte
- Deux bénitiers identiques, pierre
- Un maître-autel, pierre peinte, XVIe siècle
- Un Crucifix en bois
- Une cloche datant de 1696 et comportant l'inscription :IAY ESTE ELEVEE AV DESSVS DE CETTE STE CHAPPELLE DEDIEE VIRGINI PARITVRAE PAR LES DRVIDES RESTAVREE DV DEPVIS PAR STE BALBINE ET RETABLIE PAR LES SOINGS DE ME IEAN FROMENT CHANOINE CHAPPELLAIN SOVB LE SIEGE DE MONSEIGR ANDRE COLBERT EVESQUE DAVXERRE 1696
- La statue du Saint Evêque au livre, hauteur 91 centimètres, XVIIe siècle
- La statue de la Vierge à l'Enfant, hauteur 145 centimètres, XVIe siècle
- Un groupe sculpté : Sainte Anne et la Vierge, Education de la Vierge, hauteur 82 centimètres,XVIe siècle

## Historique
L'édifice est inscrit au titre des monuments historiques en 1926.